# 凯纳斯克莱登
凯纳斯克莱登（法語：Kernascléden，發音：[kɛʁnaskledɛn]）是法国莫尔比昂省蓬蒂维区的市镇，位于该省西部偏北，面积9.26平方千米，2022年1月1日人口为418人。

## 地名
《世界地名翻译大辞典》将其纯按法汉地名译音表译作凯纳斯克莱当。

## 地理
凯纳斯克莱登（48°0'22"N, 3°19'15"W）面积9.26平方千米，位于法国布列塔尼大區莫尔比昂省，该省份为法国西北部沿海省份，位于布列塔尼半岛南部，北起阿摩尔滨海省、西接菲尼斯泰尔省，南濒大西洋，东南接大西洋卢瓦尔省，东临伊勒-维莱讷省。
与凯纳斯克莱登接壤的市镇（或旧市镇、城区）包括：圣卡拉代克特雷戈梅、利尼奥勒、安吉涅勒、贝尔内。
凯纳斯克莱登的时区为UTC+01:00、UTC+02:00（夏令时）。

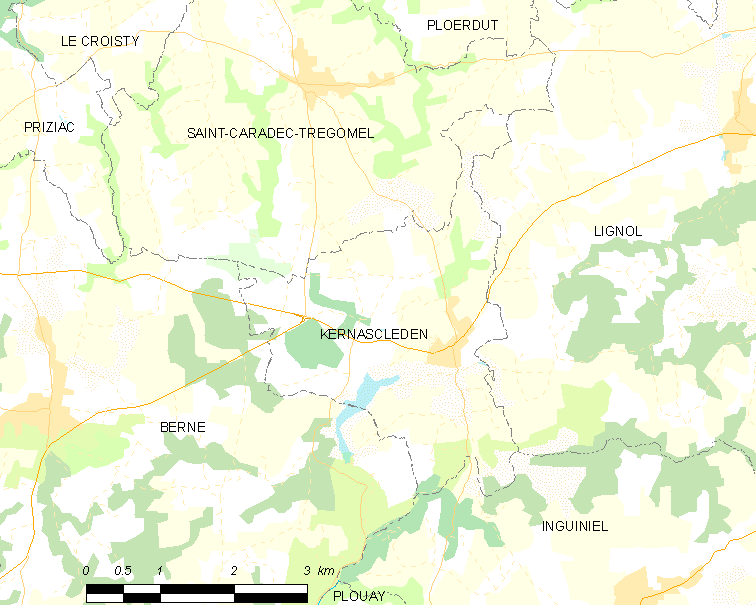
凯纳斯克莱登的OSM定位图

## 行政
凯纳斯克莱登的邮政编码为56540，INSEE市镇编码为56264。

## 政治
凯纳斯克莱登所属的省级选区为古兰县。

## 人口

1962-2008年间凯纳斯克莱登人口变化图示

凯纳斯克莱登于2022年1月1日时的人口数量为418人。